# Elecciones provinciales de La Pampa de 1953
Las elecciones generales de la provincia Eva Perón de 1953 tuvieron lugar el domingo 12 de abril del mencionado año con el objetivo de elegir a las primeras instituciones autónomas constiucionales de la naciente provincia para el período 1953-1957. Debía elegirse a un gobernador y a un vicegobernador en fórmula única, y a 21 escaños de una legislatura provincial. Se realizaron bajo el gobierno de Juan Domingo Perón, quien provincializó el territorio de la actual provincia de La Pampa bajo el nombre de "Eva Perón". Toda la oposición boicoteó los comicios y Salvador Ananía, candidato del Partido Peronista (PP) obtuvo la gobernación sin oposición alguna, con varios votos en blanco. Asumió su cargo el 4 de junio de 1953.
Ananía no completó su mandato constitucional ya que fue depuesto por el golpe de Estado de septiembre de 1955. Tras el golpe, las provincias fueron intervenidas, el peronismo fue proscripto e impedido para presentarse a elecciones. Aunque el territorio se mantuvo como provincia, se restauró su anterior nombre de La Pampa.

## Resultados

### Gobernador y Vicegobernador
|  | 100 % |

|  | 87,93 % |

|  | 12,02 % |

|  | 0,05 % |

|  | 100 % |

### Cámara de Diputados
| Partido         | Partido           | Votos  | %     | Bancas |
| --------------- | ----------------- | ------ | ----- | ------ |
|                 | Partido Peronista | 55.120 | 100   | 21/21  |
|                 |                   |        |       |        |
| Votos válidos   | Votos válidos     | 55.120 | 86,65 |        |
| Votos en blanco | Votos en blanco   | 8.451  | 13,28 |        |
| Votos anulados  | Votos anulados    | 44     | 0,07  |        |
| Total de votos  | Total de votos    | 63.615 | 100   |        |
| Fuente:         |                   |        |       |        |

#### Resultados por circunscripciones
| 1.ª Circunscripción       | 1.ª Circunscripción | 1.ª Circunscripción | 1.ª Circunscripción | 1.ª Circunscripción |
| Candidato                 | Partido             | Partido             | Votos               | %                   |
| ------------------------- | ------------------- | ------------------- | ------------------- | ------------------- |
| José de la Prida          |                     | Partido Peronista   | 2.116               | 100                 |
|                           |                     |                     |                     |                     |
| Votos válidos             | Votos válidos       | Votos válidos       | 2.116               | 88,98               |
| Votos en blanco           | Votos en blanco     | Votos en blanco     | 262                 | 11,02               |
| Votos anulados            | Votos anulados      | Votos anulados      | 0                   | 0,00                |
| Total de votos            | Total de votos      | Total de votos      | 2.378               | 100                 |
| 2.ª Circunscripción       |                     |                     |                     |                     |
| Candidato                 | Partido             | Partido             | Votos               | %                   |
| Sara Dolores Fumagalli    |                     | Partido Peronista   | 3.153               | 100                 |
|                           |                     |                     |                     |                     |
| Votos válidos             | Votos válidos       | Votos válidos       | 3.153               | 84,94               |
| Votos en blanco           | Votos en blanco     | Votos en blanco     | 557                 | 15,01               |
| Votos anulados            | Votos anulados      | Votos anulados      | 2                   | 0,05                |
| Total de votos            | Total de votos      | Total de votos      | 3.712               | 100                 |
| 3.ª Circunscripción       |                     |                     |                     |                     |
| Candidato                 | Partido             | Partido             | Votos               | %                   |
| Elena Vega Rodríguez      |                     | Partido Peronista   | 2.227               | 100                 |
|                           |                     |                     |                     |                     |
| Votos válidos             | Votos válidos       | Votos válidos       | 2.227               | 89,01               |
| Votos en blanco           | Votos en blanco     | Votos en blanco     | 275                 | 10,99               |
| Votos anulados            | Votos anulados      | Votos anulados      | 0                   | 0,00                |
| Total de votos            | Total de votos      | Total de votos      | 2.502               | 100                 |
| 4.ª Circunscripción       |                     |                     |                     |                     |
| Candidato                 | Partido             | Partido             | Votos               | %                   |
| Domingo Agustín Melchor   |                     | Partido Peronista   | 2.237               | 100                 |
|                           |                     |                     |                     |                     |
| Votos válidos             | Votos válidos       | Votos válidos       | 2.237               | 86,91               |
| Votos en blanco           | Votos en blanco     | Votos en blanco     | 336                 | 13,05               |
| Votos anulados            | Votos anulados      | Votos anulados      | 1                   | 0,04                |
| Total de votos            | Total de votos      | Total de votos      | 2.574               | 100                 |
| 5.ª Circunscripción       |                     |                     |                     |                     |
| Candidato                 | Partido             | Partido             | Votos               | %                   |
| Juan Francisco Savarese   |                     | Partido Peronista   | 2.202               | 100                 |
|                           |                     |                     |                     |                     |
| Votos válidos             | Votos válidos       | Votos válidos       | 2.202               | 86,32               |
| Votos en blanco           | Votos en blanco     | Votos en blanco     | 347                 | 13,60               |
| Votos anulados            | Votos anulados      | Votos anulados      | 2                   | 0,08                |
| Total de votos            | Total de votos      | Total de votos      | 2.551               | 100                 |
| 6.ª Circunscripción       |                     |                     |                     |                     |
| Candidato                 | Partido             | Partido             | Votos               | %                   |
| Alicia Julia Morales      |                     | Partido Peronista   | 3.213               | 100                 |
|                           |                     |                     |                     |                     |
| Votos válidos             | Votos válidos       | Votos válidos       | 3.213               | 86,12               |
| Votos en blanco           | Votos en blanco     | Votos en blanco     | 518                 | 13,88               |
| Votos anulados            | Votos anulados      | Votos anulados      | 0                   | 0,00                |
| Total de votos            | Total de votos      | Total de votos      | 3.731               | 100                 |
| 7.ª Circunscripción       |                     |                     |                     |                     |
| Candidato                 | Partido             | Partido             | Votos               | %                   |
| Manuel García             |                     | Partido Peronista   | 3.482               | 100                 |
|                           |                     |                     |                     |                     |
| Votos válidos             | Votos válidos       | Votos válidos       | 3.482               | 85,43               |
| Votos en blanco           | Votos en blanco     | Votos en blanco     | 594                 | 14,57               |
| Votos anulados            | Votos anulados      | Votos anulados      | 0                   | 0,00                |
| Total de votos            | Total de votos      | Total de votos      | 4.076               | 100                 |
| 8.ª Circunscripción       |                     |                     |                     |                     |
| Candidato                 | Partido             | Partido             | Votos               | %                   |
| María Carmen Balent       |                     | Partido Peronista   | 2.195               | 100                 |
|                           |                     |                     |                     |                     |
| Votos válidos             | Votos válidos       | Votos válidos       | 2.195               | 92,58               |
| Votos en blanco           | Votos en blanco     | Votos en blanco     | 176                 | 7,42                |
| Votos anulados            | Votos anulados      | Votos anulados      | 0                   | 0,00                |
| Total de votos            | Total de votos      | Total de votos      | 2.371               | 100                 |
| 9.ª Circunscripción       |                     |                     |                     |                     |
| Candidato                 | Partido             | Partido             | Votos               | %                   |
| Bermilio Oscar Almada     |                     | Partido Peronista   | 2.488               | 100                 |
|                           |                     |                     |                     |                     |
| Votos válidos             | Votos válidos       | Votos válidos       | 2.488               | 85,35               |
| Votos en blanco           | Votos en blanco     | Votos en blanco     | 427                 | 14,65               |
| Votos anulados            | Votos anulados      | Votos anulados      | 0                   | 0,00                |
| Total de votos            | Total de votos      | Total de votos      | 2.915               | 100                 |
| 10.ª Circunscripción      |                     |                     |                     |                     |
| Candidato                 | Partido             | Partido             | Votos               | %                   |
| Enrique Alberto Ascheri   |                     | Partido Peronista   | 3.202               | 100                 |
|                           |                     |                     |                     |                     |
| Votos válidos             | Votos válidos       | Votos válidos       | 3.202               | 90,12               |
| Votos en blanco           | Votos en blanco     | Votos en blanco     | 342                 | 9,63                |
| Votos anulados            | Votos anulados      | Votos anulados      | 9                   | 0,25                |
| Total de votos            | Total de votos      | Total de votos      | 3.553               | 100                 |
| 11.ª Circunscripción      |                     |                     |                     |                     |
| Candidato                 | Partido             | Partido             | Votos               | %                   |
| Alfredo Natalio Fernández |                     | Partido Peronista   | 1.105               | 100                 |
|                           |                     |                     |                     |                     |
| Votos válidos             | Votos válidos       | Votos válidos       | 1.105               | 96,93               |
| Votos en blanco           | Votos en blanco     | Votos en blanco     | 35                  | 3,07                |
| Votos anulados            | Votos anulados      | Votos anulados      | 0                   | 0,00                |
| Total de votos            | Total de votos      | Total de votos      | 1.140               | 100                 |
| 12.ª Circunscripción      |                     |                     |                     |                     |
| Candidato                 | Partido             | Partido             | Votos               | %                   |
| Ahimer María Figueroa     |                     | Partido Peronista   | 2.837               | 100                 |
|                           |                     |                     |                     |                     |
| Votos válidos             | Votos válidos       | Votos válidos       | 2.837               | 88,13               |
| Votos en blanco           | Votos en blanco     | Votos en blanco     | 382                 | 11,87               |
| Votos anulados            | Votos anulados      | Votos anulados      | 0                   | 0,00                |
| Total de votos            | Total de votos      | Total de votos      | 3.219               | 100                 |
| 13.ª Circunscripción      |                     |                     |                     |                     |
| Candidato                 | Partido             | Partido             | Votos               | %                   |
| Rodolfo de Diego          |                     | Partido Peronista   | 1.591               | 100                 |
|                           |                     |                     |                     |                     |
| Votos válidos             | Votos válidos       | Votos válidos       | 1.591               | 83,39               |
| Votos en blanco           | Votos en blanco     | Votos en blanco     | 312                 | 16,35               |
| Votos anulados            | Votos anulados      | Votos anulados      | 5                   | 0,26                |
| Total de votos            | Total de votos      | Total de votos      | 1.908               | 100                 |
| 14.ª Circunscripción      |                     |                     |                     |                     |
| Candidato                 | Partido             | Partido             | Votos               | %                   |
| Lorenza Mateos            |                     | Partido Peronista   | 3.831               | 100                 |
|                           |                     |                     |                     |                     |
| Votos válidos             | Votos válidos       | Votos válidos       | 3.831               | 80,72               |
| Votos en blanco           | Votos en blanco     | Votos en blanco     | 899                 | 18,94               |
| Votos anulados            | Votos anulados      | Votos anulados      | 16                  | 0,34                |
| Total de votos            | Total de votos      | Total de votos      | 4.746               | 100                 |
| 15.ª Circunscripción      |                     |                     |                     |                     |
| Candidato                 | Partido             | Partido             | Votos               | %                   |
| Leonardo Alejandro Rodil  |                     | Partido Peronista   | 3.631               | 100                 |
|                           |                     |                     |                     |                     |
| Votos válidos             | Votos válidos       | Votos válidos       | 3.631               | 82,81               |
| Votos en blanco           | Votos en blanco     | Votos en blanco     | 748                 | 17,06               |
| Votos anulados            | Votos anulados      | Votos anulados      | 6                   | 0,14                |
| Total de votos            | Total de votos      | Total de votos      | 4.385               | 100                 |
| 16.ª Circunscripción      |                     |                     |                     |                     |
| Candidato                 | Partido             | Partido             | Votos               | %                   |
| Martín Lorenzo Ugarte     |                     | Partido Peronista   | 1.842               | 100                 |
|                           |                     |                     |                     |                     |
| Votos válidos             | Votos válidos       | Votos válidos       | 1.842               | 80,44               |
| Votos en blanco           | Votos en blanco     | Votos en blanco     | 448                 | 19,56               |
| Votos anulados            | Votos anulados      | Votos anulados      | 0                   | 0,00                |
| Total de votos            | Total de votos      | Total de votos      | 2.290               | 100                 |
| 17.ª Circunscripción      |                     |                     |                     |                     |
| Candidato                 | Partido             | Partido             | Votos               | %                   |
| Regino Álvarez            |                     | Partido Peronista   | 2.652               | 100                 |
|                           |                     |                     |                     |                     |
| Votos válidos             | Votos válidos       | Votos válidos       | 2.652               | 85,11               |
| Votos en blanco           | Votos en blanco     | Votos en blanco     | 464                 | 14,89               |
| Votos anulados            | Votos anulados      | Votos anulados      | 0                   | 0,00                |
| Total de votos            | Total de votos      | Total de votos      | 3.116               | 100                 |
| 18.ª Circunscripción      |                     |                     |                     |                     |
| Candidato                 | Partido             | Partido             | Votos               | %                   |
| María Elena García        |                     | Partido Peronista   | 3.524               | 100                 |
|                           |                     |                     |                     |                     |
| Votos válidos             | Votos válidos       | Votos válidos       | 3.524               | 86,58               |
| Votos en blanco           | Votos en blanco     | Votos en blanco     | 546                 | 13,42               |
| Votos anulados            | Votos anulados      | Votos anulados      | 0                   | 0,00                |
| Total de votos            | Total de votos      | Total de votos      | 4.070               | 100                 |
| 19.ª Circunscripción      |                     |                     |                     |                     |
| Candidato                 | Partido             | Partido             | Votos               | %                   |
| Hipólito Orozco           |                     | Partido Peronista   | 2.999               | 100                 |
|                           |                     |                     |                     |                     |
| Votos válidos             | Votos válidos       | Votos válidos       | 2.999               | 91,63               |
| Votos en blanco           | Votos en blanco     | Votos en blanco     | 273                 | 8,34                |
| Votos anulados            | Votos anulados      | Votos anulados      | 1                   | 0,03                |
| Total de votos            | Total de votos      | Total de votos      | 3.273               | 100                 |
| 20.ª Circunscripción      |                     |                     |                     |                     |
| Candidato                 | Partido             | Partido             | Votos               | %                   |
| Eugenio Martínez          |                     | Partido Peronista   | 3.407               | 100                 |
|                           |                     |                     |                     |                     |
| Votos válidos             | Votos válidos       | Votos válidos       | 3.407               | 89,63               |
| Votos en blanco           | Votos en blanco     | Votos en blanco     | 392                 | 10,31               |
| Votos anulados            | Votos anulados      | Votos anulados      | 2                   | 0,05                |
| Total de votos            | Total de votos      | Total de votos      | 3.801               | 100                 |
| 21.ª Circunscripción      |                     |                     |                     |                     |
| Candidato                 | Partido             | Partido             | Votos               | %                   |
| Carlos Eugui              |                     | Partido Peronista   | 1.186               | 100                 |
|                           |                     |                     |                     |                     |
| Votos válidos             | Votos válidos       | Votos válidos       | 1.186               | 90,95               |
| Votos en blanco           | Votos en blanco     | Votos en blanco     | 118                 | 9,05                |
| Votos anulados            | Votos anulados      | Votos anulados      | 0                   | 0,00                |
| Total de votos            | Total de votos      | Total de votos      | 1.304               | 100                 |